# 伊貝武臣
伊貝 武臣（いかい たけおみ、1945年（昭和20年）4月5日 - ）は、日本の実業家。スタジオアリス取締役副会長や、名古屋大学大学院経済学研究科招聘教授を務めた。

## 経歴
1968年名古屋大学経済学部卒業。末松玄六ゼミ出身。同年いづみや入社。1992年イズミヤ総務統括部長。1996年スタジオアリス出向。1997年スタジオアリス常務取締役業務本部長。2002年スタジオアリス専務取締役業務本部長。2007年スタジオアリス取締役副社長業務本部長兼情報システム部長。2008年スタジオアリス取締役副社長商品本部所掌。2009年スタジオアリス取締役副会長。2011年スタジオアリス顧問。2015年名古屋大学大学院経済学研究科招聘教授。

## 人物
名古屋大学在学中、卒業テーマの研究に百貨店の経営を選んでいたところ、近畿地方を地盤とする衣料品チェーン店「イズミヤ」に興味を持った。教員や同級生が知らない同社を自ら調べて入社した。関連会社を合併し、総合スーパーへ脱皮を図る食品部門の一期生として鳳店（現在は閉店）などで働いた。2代目社長の和田満治が亡くなった際は総務だった伊貝が葬儀を取り仕切った。聖書とともに、満治の好物だったあんパンを参列者に配るため、山崎製パンに依頼したところ、同社の幹部らが生地から作ったことに感動したという。
満治の死後、イズミヤで同期入社の人物からスタジオアリスへの入社を勧められて同社へ移籍し、ここでも新興企業で新たな仕事に取り組むのが楽しかったという。
伊貝が離れた後、イズミヤは鉄道事業を祖業とする阪急阪神東宝グループのエイチ・ツー・オー リテイリング（阪急百貨店などを運営）傘下へ入った。イズミヤに関しては、親会社頼みではなく、むしろエイチ・ツー・オー リテイリングの中心として新時代の流通業にかかわることを望んでいる。

## 著書
- 『第4次産業革命のIT技術に基づくAI時代の企業戦略 : 「スタジオアリス」が業界トップになった理由』日本メディア・コーポレーション 2017年